# Liberty House Group
Die Liberty House Group (im Außenauftritt oft Liberty Steel Group) ist ein Stahlkonzern mit Sitz in London. Nach eigenen Angaben besitzt die Unternehmensgruppe Walzwerkskapazitäten in Höhe von 16 Millionen Tonnen.

## Geschichte
Die Liberty Gruppe wurde 1992 von Sanjeev Gupta als Handelsgesellschaft für Eisen- und Nichteisenmetalle mit Fokus auf die afrikanischen und asiatischen Märkte gegründet. Durch Zukäufe entwickelte sich die Liberty House Group zu einem bedeutenden Stahlhersteller und Produzenten von verarbeiteten Stahlprodukten. Unter anderem wurden Produktionswerke von Tata Steel und ArcelorMittal übernommen.
Im Oktober 2020 wurde ein Übernahmeangebot von Liberty Steel für Thyssenkrupp Steel Europe, die Stahlsparte des Thyssenkrupp-Konzerns, bekannt. Im Februar 2021 teilte Thyssenkrupp mit, dass die Gespräche mit Liberty Steel ohne Einigung beendet wurden.
Die Liberty House Group ist Teil der GFG Alliance, einem Zusammenschluss von Industrieunternehmen im Besitz der Gupta-Familie. Zur GFG Alliance gehören weiterhin auch die SIMEC Group und Alvance.
Im Zusammenhang mit dem Zusammenbruch der Finanzgruppe Greensill Capital (zu der auch die deutsche Greensill Bank gehört) kam die Liberty House Group 2021 in Refinanzierungsschwierigkeiten. GFG Alliance und die Liberty House Group zählen zu den größten Debitoren der Finanzgruppe, deren Lieferketten-Finanzierung man in Anspruch genommen hatte. Der britische Premierminister Boris Johnson äußerte sich hoffnungsvoll zur Rettung des Stahlkonzerns. Die Schulden von GFG Alliance gegenüber Greensill Capital sollen sich auf mehrere Milliarden Euro belaufen.
In der Vergangenheit hatte die Wyelands Bank, eine Bank aus dem GFG Alliance-Konglomerat, ein Kaufgesuch über mehrere zehntausend Tonnen Aluminium als Sicherheit für einen millionenschweren Kredit an Unternehmen aus dem eigenen Firmengeflecht akzeptiert. Das Kaufgesuch stammte von einem Unternehmen, das erst wenige Tage zuvor gegründet worden war und dessen Anschrift identisch mit der der Liberty House Group war.
Im August 2021 stimmten die französischen Behörden dem Verkauf des Schienenwerks in Hayange und des Elektrostahlwerks in Saint-Saulve an die SHS – Stahl-Holding-Saar, den Hauptaktionär der Saarstahl AG, zu.
Das 2018 erworbene Stahlwerk in Ostrava befand sich seit Juni 2024 in einem Insolvenzverfahren und ging Ende November 2024 in den Konkurs.
Auch weitere Stahlwerke der Gruppe, z. B. in Dudelange und Lüttich, sind mit Stand vom Juni 2025 im Konkurs.